# Live: In the Clubs, in Your Face
Live: In the Clubs, in Your Face è un'EP del gruppo musicale britannico Def Leppard, pubblicato nel 1993 dalla Mercury Records. Contiene quattro tracce live suonate a Bonn, Germania, il 29 maggio 1992. Il titolo dell'EP è un gioco di parole sulla VHS Live: In the Round, in Your Face pubblicata dalla band nel 1989.
Tutte le tracce dell'EP sono state rimasterizzate e incluse nel disco bonus dell'edizione deluxe dell'album Adrenalize pubblicata nel 2009.

## Tracce
1. Hysteria (live)
2. Photograph (live)
3. Pour Some Sugar on Me (live)
4. Let's Get Rocked (live)

## Formazione
- Joe Elliott - voce
- Phil Collen - chitarre
- Vivian Campbell - chitarre
- Rick Savage - basso
- Rick Allen - batteria